# دلیل (ترانه سلین دیون)
«دلیل» (به انگلیسی: The Reason) تک‌آهنگی از هنرمند اهل کانادا سلین دیون است که در ۸ دسامبر ۱۹۹۷ منتشر شد.